# Glicerol-1,2-ciklični-fosfat 2-fosfodiestaraza
Glicerol-1,2-ciklični-fosfat 2-fosfodiestaraza (EC 3.1.4.42, rac-glicerol 1:2-ciklična fosfat 2-fosfodiesteraza) je enzim sa sistematskim imenom rac-glicerol-1,2-ciklična-fosfat 2-glicerofosfohidrolaza. Ovaj enzim katalizuje sledeću hemijsku reakciju
glicerol 1,2-ciklični fosfat + H2O {\displaystyle \rightleftharpoons } glicerol 1-fosfat
Ovaj enzim deluje na oba stereoizomera supstrata i takođe u manjoj meri na 3',5'-ciklični AMP i 2',3'-ciklični AMP.

## Literatura
- Nicholas C. Price; Lewis Stevens (1999). Fundamentals of Enzymology: The Cell and Molecular Biology of Catalytic Proteins (Third изд.). USA: Oxford University Press. ISBN 019850229X.
- Eric J. Toone (2006). Advances in Enzymology and Related Areas of Molecular Biology, Protein Evolution (Volume 75 изд.). Wiley-Interscience. ISBN 0471205036.
- Branden C; Tooze J. Introduction to Protein Structure. New York, NY: Garland Publishing. ISBN 0-8153-2305-0.
- Irwin H. Segel. Enzyme Kinetics: Behavior and Analysis of Rapid Equilibrium and Steady-State Enzyme Systems (Book 44 изд.). Wiley Classics Library. ISBN 0471303097.

## Spoljašnje veze
- Glycerol-1,2-cyclic-phosphate+2-phosphodiesterase на 